# Albert Vanden Meersschaut
Albert Vanden Meersschaut (Semmerzake, 23 januari 1921 – Zottegem, 4 november 2011) was een Belgisch politicus. Hij was burgemeester van Semmerzake.

## Biografie
De familie Vanden Meersschaut was actief als brouwer in Semmerzake. De vader van Albert Vanden Meersschaut, Julien Vanden Meersschaut, was er ook burgemeester.
Albert Vanden Meersschaut volgde in 1953 zijn vader op als burgemeester. Vanden Meersschaut bleef onafgebroken burgemeester tot 1976. In 1977 werd Semmerzake een deelgemeente van Gavere. Vanden Meersschaut was zo de laatste burgemeester van Semmerzake geweest.
Na de gemeentelijke fusie ging hij ook in Gavere in de politiek voor PVV, waar hij in de oppositie kwam. In 1987 werd hij er nog schepen van Sport en Cultuur, na het overlijden van Abel Verstraeten. Hij bleef later actief bij de liberalen in Gavere en als bestuurslid van de lokale Open Vld. Hij was voorzitter van de NSB Gavere-Semmerzake.
Vanden Meersschaut overleed op 4 november 2011 in het AZ Sint-Elisabeth in Zottegem.